# Olsynium villosum
Olsynium villosum är en irisväxtart som beskrevs av Pierfelice Ravenna. Olsynium villosum ingår i släktet Olsynium och familjen irisväxter. Inga underarter finns listade i Catalogue of Life.